# Holtzinger
Holtzinger az Amerikai Egyesült Államok északnyugati részén, Washington állam Yakima megyéjében elhelyezkedő önkormányzat nélküli település.
A települést 1917-ben, a Northern Pacific Railway vasúti szárnyvonalának elkészültekor alapították Earle Spur néven. A helység 1927 áprilisában vette fel C. M. Holtzinger, a Holtzinger Company tulajdonosának nevét.

## Fordítás
Ez a szócikk részben vagy egészben  a   Holtzinger, Washington című angol Wikipédia-szócikk ezen változatának fordításán alapul.  Az eredeti cikk szerkesztőit annak laptörténete sorolja fel. Ez a jelzés csupán a megfogalmazás eredetét és a szerzői jogokat jelzi, nem szolgál a cikkben szereplő információk forrásmegjelöléseként.